# Torres de Satélite
Спутниковые башни (исп. Torres de Satélite, англ. Satellite Towers) — скульптурное сооружение, состоящее из пяти треугольных призм разных размеров и цветов, сооружено в 1958 году в Сьюдад-Сателите, Наукальпане, на северо-западе от федерального округа Мехико. Одна из первых в Мексике урбанистических скульптур большого размера.

## История
В 1958 году Марио Пани, мексиканский градостроитель, спроектировавший Сьюдад-Сателите, предложил Луису Баррагану создать символ входа в город. Архитектор в свою очередь пригласил к участию в проекте художника Хесуса Рейеса Феррейру и скульптора Матиаса Герица. В результате их совместной работы появились пять разноцветных башен разных размеров, от 30 до 52 метров в высоту.
Создатели Torres de Satélite вдохновлялись башнями в Сан-Джиминьяно, поэтому изначально они были выкрашены в белые, жёлтые и охристые цвета, в нынешние цвета они были перекрашены около 1974 года.